# ليرة مالطية
الليرة المالطية هي عملة مالطا من 1972 ولغاية 31 ديسمبر 2007، اختصارها Lm وعلامتها التقليدية المستخدمة ₤، اليورو استبدل بالليرة المالطية كعملة رسمية لمالطا في 1 يناير 2008 بسعر صرف ثابت 0.429300 ليرة مالطية لكل يورو.

## تاريخ
قبل 1972 كانت العملة المتداولة في مالطا الباوند المكوزنة من العملات البريطانية المعدنية والورقية، عام 1972 تأبنت مالطا النظام القائم على الليرة (المساوي للباوند) والمقسم إلى 1000 مل أو 100 سنت، اسم الليرة بدء استخدامه على العملات الورقية بداية 1973 مع استخدام الباوند وفي 1986 استخدم على العملات الورقية والمعدنية، تاوقف استخدام المل في عام 1994.

## سعر الصرف
الليرة كانت تعادل 1.60 جنيه استرليني، كانت ثاني أغلى عملة بعد الدينار الكويتي بسعر صرف 3.1596 في 28 أبريل 2007, مع بدء نزول قيمة الدولار مقابل العملات الأخرى وصلت الليرة المالطية إلى سعر صرف 3.35289 دولار في 16 ديسمبر 2007.